# استخونای بابام
استخونای بابام فیلمی به کارگردانی مهدی رضازاده، نویسندگی مهدی رضازاده و علی حمیدی و تهیه‌کنندگی احمد براتیان محصول سال ۱۳۸۶ است.

## خلاصه فیلم
فرزندان حاج محمود قربانی بدون آشنایی با یکدیگر، برای تقسیم میراث پدر، پس از ۵۲ سال در مشهد گرد هم می‌آیند. همسر اول حاج محمود، جهت تقسیم میراث حاضر است؛ وی از همسر دوم که وارث بخش اصلی ثروت است، خبری نیست. طبق حکم، قاضی بایستی همگی برای یافتن همسر دوم حاج محمود و روشن نمودن تکلیف انحصار وراثت، اقدام نمایند و این کارزاری بس مهیب و خنده‌آور را به وجود می‌آورد.